# Mark Visentin
Pour les articles homonymes, voir Visentin.
Mark Visentin (né le 7 août 1992 à Hamilton dans la province de l'Ontario) est un joueur canadien de hockey sur glace. Il évolue au poste de gardien de but.

## Biographie

### Carrière en club
En 2008, il débute dans la Ligue de hockey de l'Ontario avec les IceDogs de Niagara. Lors du repêchage d'entrée dans la LNH 2010, il est choisi au premier tour, à la 27e place au total par les Coyotes de Phoenix. Les Coyotes avaient précédemment repêché Brandon Gormley en 13e position. Il est le deuxième gardien repêché après Jack Campbell. Il participe avec l'équipe LHO à la Super Serie Subway en 2010. Il passe professionnel en 2012 avec les Pirates de Portland dans la Ligue américaine de hockey. Le 12 avril 2014, il joue son premier match avec les Coyotes dans la Ligue nationale de hockey face aux Sharks de San José.

### Carrière internationale
Il représente l'équipe du Canada en sélections jeunes. Il est médaillé d'argent au championnat du monde junior 2011 et de bronze en 2012.

## Trophées et honneurs personnels

### Ligue de hockey de l'Ontario
- 2011 : nommé dans la première équipe d'étoiles.
- 2011 : nommé meilleur gardien.
- 2012 : remporte le trophée Dave-Pinkney (avec Christopher Festarini)
- 2012 : nommé dans la deuxième équipe d'étoiles.

## Statistiques

### En club
| Saison    | Équipe                 | Ligue |    | Saison régulière | Saison régulière | Saison régulière | Saison régulière | Saison régulière | Saison régulière | Saison régulière | Saison régulière | Saison régulière | Saison régulière |   | Séries éliminatoires | Séries éliminatoires | Séries éliminatoires | Séries éliminatoires | Séries éliminatoires | Séries éliminatoires | Séries éliminatoires | Séries éliminatoires | Séries éliminatoires |
| Saison    | Équipe                 | Ligue | PJ | V                | D                | Pr/N             | Min              | BC               | Moy              | % Arr            | Bl               | Pun              | PJ               | V | D                    | Min                  | BC                   | Moy                  | % Arr                | Bl                   | Pun                  |                      |                      |
| 2008-2009 | IceDogs de Niagara     | LOH   | 23 | 5                | 11               | 3                | 1 099            | 78               | 4,26             | 87,1             | 0                | 0                | -                | - | -                    | -                    | -                    | -                    | -                    | -                    | -                    |                      |                      |
| 2009-2010 | IceDogs de Niagara     | LOH   | 55 | 24               | 26               | 5                | 3 209            | 160              | 2,99             | 91,1             | 0                | 8                | 5                |   |                      |                      |                      | 3,54                 | 90,3                 |                      |                      |                      |                      |
| 2010-2011 | IceDogs de Niagara     | LOH   | 46 |                  |                  |                  |                  |                  | 2,52             | 91,7             |                  |                  | 14               |   |                      |                      |                      | 2,55                 | 92,9                 |                      |                      |                      |                      |
| 2011-2012 | IceDogs de Niagara     | LOH   | 42 |                  |                  |                  |                  |                  | 1,99             | 92,6             |                  |                  | 20               |   |                      |                      |                      | 2,51                 | 91,5                 |                      |                      |                      |                      |
| 2012-2013 | Pirates de Portland    | LAH   | 30 |                  |                  |                  |                  |                  | 2,98             | 90,3             |                  |                  | -                | - | -                    | -                    | -                    | -                    | -                    | -                    | -                    |                      |                      |
| 2012-2013 | Gladiators de Gwinnett | ECHL  | 1  |                  |                  |                  |                  |                  | 2                | 92,9             |                  |                  | -                | - | -                    | -                    | -                    | -                    | -                    | -                    | -                    |                      |                      |
| 2013-2014 | Coyotes de Phoenix     | LNH   | 1  |                  |                  |                  |                  |                  | 3,06             | 90,6             |                  |                  | -                | - | -                    | -                    | -                    | -                    | -                    | -                    | -                    |                      |                      |
| 2013-2014 | Pirates de Portland    | LAH   | 45 |                  |                  |                  |                  |                  | 3,25             | 90,2             |                  |                  | -                | - | -                    | -                    | -                    | -                    | -                    | -                    | -                    |                      |                      |
| 2014-2015 | Pirates de Portland    | LAH   | 0  |                  |                  |                  |                  |                  |                  |                  |                  |                  | -                | - | -                    | -                    | -                    | -                    | -                    | -                    | -                    |                      |                      |
| 2015-2016 | IceHogs de Rockford    | LAH   | 13 |                  |                  |                  |                  |                  | 2,6              | 90,6             |                  |                  | -                | - | -                    | -                    | -                    | -                    | -                    | -                    | -                    |                      |                      |
| 2016-2017 | Admirals de Milwaukee  | LAH   | 1  |                  |                  |                  |                  |                  | 1,85             | 94,4             |                  |                  | -                | - | -                    | -                    | -                    | -                    | -                    | -                    | -                    |                      |                      |
| 2016-2017 | Cyclones de Cincinnati | ECHL  | 26 |                  |                  |                  |                  |                  | 2,94             | 89,3             |                  |                  | -                | - | -                    | -                    | -                    | -                    | -                    | -                    | -                    |                      |                      |
| 2017-2018 | Fehérvár AV19          | EBEL  | 1  |                  |                  |                  |                  |                  | 15               | 64,3             |                  |                  | -                | - | -                    | -                    | -                    | -                    | -                    | -                    | -                    |                      |                      |

### En équipe nationale
| Année | Équipe          | Compétition                 |   | PJ | V | D | Pr/N | Min | BC   | Moy  | % Arr | Bl | Pun                |  | Résultat |
| 2011  | Canada - 20 ans | Championnat du monde junior | 4 |    |   |   |      |     | 2,01 | 92,3 |       |    | Médaille d'argent  |  |          |
| 2012  | Canada - 20 ans | Championnat du monde junior | 4 |    |   |   |      |     | 1,43 | 94,4 |       |    | Médaille de bronze |  |          |